# 慕容逸豆归 (征东将军)
慕容逸豆归（?—?），和从伯父慕容逸豆归 (太尉)区别，称为小逸豆归，昌黎徒河棘城（今辽宁义县）人，出自慕容鲜卑。
西燕皇帝慕容永从子。394年，后燕与西燕决战，后燕皇帝慕容垂留慕容会镇守邺城，派太原王慕容楷出滏口，辽西王慕容农出壶关，慕容垂出沙庭征伐西燕。慕容永把粮草物资等聚集在台壁（今山西省黎城县台北村），派侄儿征东将军小逸豆归、镇东将军王次多、右将军勒马驹等人率领一万多人保卫台壁。五月初一，后燕的军队到达台壁，小逸豆归出列讨战，被后燕辽西王慕容农打败，后燕军斩杀了西燕右将军勒马驹，活捉了王次多，把台壁包围。

## 鲜卑名
北京大学历史系教授罗新认为，逸豆归就是鲁尼文古突厥文碑铭中的Ötüqän，出自同一词的不同汉译还有於陟斤、郁豆眷、越豆眷等，指的是杭爱山或其主峰於都斤山。